# Lin-fen
Lin-fen (čínsky pchin-jinem Línfén, znaky 临汾) je městská prefektura v Čínské lidové republice, která patří k provincii Šan-si. Celá prefektura má rozlohu 20 2985 km2 a žije zde přibližně 3,98 milionu (v roce 2010 to bylo přes 4,3 milionu obyvatel).
V období Jar a podzimů se město nazývalo Pching-jang.
Město je dlouhodobě jedním z nejvíce znečištěných měst světa. 

## Poloha
Lin-fen leží na řece Fen Che v jižní části provincie Šan-si a v rámci provincie hraničí na jihu s Jün-čchengem, na jihovýchodě s Ťin-čchengem, na severovýchodě s Čchang-č’, na severu s Ťin-čungem a Lü-liangem. Na západě hraničí Žlutou řekou se sousední provincií Šen-si.

## Administrativní členění
Městská prefektura Lin-fen se člení na sedmnáct celků okresní úrovně, a sice jeden městský obvod, dva  městské okresy a čtrnáct okresů.
| Jao-tu městský okres · Chou-ma městský okres · Chuo-čou okres · Čchü-wo okres · I-čcheng okres · Siang-fen okres · Chung-tchung okres · Ku okres · An-ce okres · Fu-šan okres · Ťi okres · Siang-ning okres · Ta-ning okres · Si okres · Jung-che okres · Pchu okres · Fen-si |        |                       |                    |                                  |
| Název | Název  | Počet obyvatel (2020) | Rozloha km² (2020) | Hustota zalidnění (obyv. na km²) |
| český přepis | znaky  | Počet obyvatel (2020) | Rozloha km² (2020) | Hustota zalidnění (obyv. na km²) |
| Městský obvod |        |                       |                    |                                  |
| Jao-tu | 尧都区 | 959 198               | 1 307              | 734                              |
| Městské okresy |        |                       |                    |                                  |
| Chou-ma | 侯马市 | 257 854               | 222                | 1 161                            |
| Chuo-čou | 霍州市 | 272 987               | 762                | 358                              |
| Okresy |        |                       |                    |                                  |
| Čchü-wo | 曲沃县 | 216 595               | 433                | 501                              |
| I-čcheng | 翼城县 | 264,181               | 1 160              | 228                              |
| Siang-fen | 襄汾县 | 425 553               | 1 032              | 413                              |
| Chung-tchung | 洪洞县 | 637 812               | 1 498              | 426                              |
| Ku | 古县   | 79 816                | 1 189              | 67                               |
| An-ce | 安泽县 | 75 574                | 1 967              | 38                               |
| Fu-šan | 浮山县 | 98 833                | 944                | 105                              |
| Ťi | 吉县   | 87 374                | 1 783              | 49                               |
| Siang-ning | 乡宁县 | 206 892               | 2 023              | 102                              |
| Ta-ning | 大宁县 | 52 166                | 955                | 55                               |
| Si | 隰县   | 91 394                | 1 407              | 65                               |
| Jung-che | 永和县 | 49 946                | 1 217              | 41                               |
| Pchu | 蒲县   | 95 679                | 1 527              | 63                               |
| Fen-si | 汾西县 | 104 627               | 872                | 120                              |
| |        |                       |                    |                                  |
| Celkem | Celkem | 3 976 481             | 20 298             | 196                              |

## Znečištění životního prostředí
Lin-fen dlouhodobě patří k nejvíce znečištěným městům světa. Důvodem je těžba uhlí a související zpracovatelské provozy. Špatná kvalita ovzduší nasyceného uhelným prachem má velké dopady na zdraví lidí, kteří zde ve zvýšené míře trpí dýchacími potížemi, zápaly a rakovinou plic.

## Partnerská města
- Čičibu, Japonsko